# Västra Fisktjärnen, Dalarna
Västra Fisktjärnen är en sjö i Älvdalens kommun i Dalarna och ingår i Dalälvens huvudavrinningsområde. Sjön har en area på 0,135 kvadratkilometer och ligger 917,1 meter över havet. Sjön avvattnas av vattendraget Drevja (Drevjan).

## Delavrinningsområde
Västra Fisktjärnen ingår i det delavrinningsområde (683900-131880) som SMHI kallar för Utloppet av Västra Fisktjärnen. Medelhöjden är 930 meter över havet och ytan är 2,27 kvadratkilometer. Det finns inga avrinningsområden uppströms utan avrinningsområdet är högsta punkten. Drevja (Drevjan) som avvattnar avrinningsområdet har biflödesordning 3, vilket innebär att vattnet flödar genom totalt 3 vattendrag innan det når havet efter 563 kilometer. Avrinningsområdet består mestadels av skog (24 procent) och kalfjäll (65 procent). Avrinningsområdet har 0,13 kvadratkilometer vattenytor vilket ger det en sjöprocent på 5,9 procent.